# جئونگ یون-اوک
جئونگ یون-اوک (انگلیسی: Jeong Eun-ok) یک تکواندوکار اهل کره جنوبی است.
وی در مسابقات قهرمانی تکواندو جهان در سال ۱۹۹۱ در آتن موفق به کسب مدال طلا در دسته سبک‌وزن شد. وی در مسابقات تکواندو قهرمانی آسیا در سال ۱۹۹۲ نیز برنده مدال طلا شد.